# Orlov (okres Stará Ľubovňa)
Orlov je obec na Slovensku v okrese Stará Ľubovňa v Prešovském kraji na úpatí Spišské Magury nad řekou Poprad. Východní hranici katastru tvoří řeka Poprad, která je zároveň státní hranicí s Polskem.
Žije zde 600 obyvatel.
První písemná zmínka o obci je z roku 1349. V obci stojí řeckokatolický chrám svaté Paraskevy z roku 1864.
K obci patří také osady Andrejovka a Kurčín.